# 케켁탈릭

케켁탈릭(Qeqertalik)는 그린란드의 한 행정구역이다. 인구는 2020년 기준 9,378명, 행정 중심지는 아시앗이다.
2018년 카수이추프의 남부 지역이 분리되어 신설되었고 북부에는 아반나타가 설치되었다. 남쪽으로 켁카타에 맞닿아있지만 도로는 연결되어 있지 않다.